# Heterusia flavocellata
Heterusia flavocellata là một loài bướm đêm trong họ Geometridae.